# Championnat du monde de badminton par équipes masculines 2004
Navigation
Canton 2002 Sendai et Tokyo 2006
La 23e édition du championnat du monde de badminton par équipes masculines, appelé également Thomas  Cup, a eu lieu du 7 au 16 mai 2004 à Jakarta en Indonésie.

## Format de la compétition
Les douze nations participantes sont placées dans quatre poules de trois équipes, en fonction du classement mondial des joueurs qui les composent. Les trois équipes s'affrontent sur trois jours : le premier de chaque poule est qualifié directement pour les quarts de finale, les huit autres équipes jouent des play-offs pour l'attribution des quatre places restantes.
Chaque rencontre se joue en cinq matches : trois simples et deux doubles qui peuvent être joués dans n'importe quel ordre (accord entre les équipes).

## Pays qualifiés
| Confédération   | Qualifié(s)                                 |
| --------------- | ------------------------------------------- |
| Asie            | Japon Malaisie Corée du Sud Thaïlande Chine |
| Afrique         | Afrique du Sud                              |
| Europe          | Danemark Allemagne Angleterre               |
| Océanie         | Nouvelle-Zélande                            |
| Amérique        | États-Unis                                  |
| Tenant du titre | Indonésie                                   |
| Pays hôte       | Indonésie                                   |

## Phase préliminaire

### Groupe A
| Équipe     | Pts | J | G | P | Matches + | Matches - | Diff. |
| ---------- | --- | - | - | - | --------- | --------- | ----- |
| Chine      | 4   | 2 | 2 | 0 | 10        | 0         | +10   |
| Indonésie  | 3   | 2 | 1 | 1 | 5         | 5         | 0     |
| États-Unis | 2   | 2 | 0 | 2 | 0         | 10        | −10   |

| Date   | Résultats | Résultats | Résultats  |
| ------ | --------- | --------- | ---------- |
| 7 mai  | Chine     | 5-0       | États-Unis |
| 8 mai  | Indonésie | 5-0       | États-Unis |
| 10 mai | Chine     | 5-0       | Indonésie  |

### Groupe B
| Équipe           | Pts | J | G | P | Matches + | Matches - | Diff. |
| ---------------- | --- | - | - | - | --------- | --------- | ----- |
| Corée du Sud     | 4   | 2 | 2 | 0 | 10        | 0         | +10   |
| Allemagne        | 3   | 2 | 1 | 1 | 4         | 6         | −2    |
| Nouvelle-Zélande | 2   | 2 | 0 | 2 | 1         | 9         | −8    |

| Date  | Résultats    | Résultats | Résultats        |
| ----- | ------------ | --------- | ---------------- |
| 7 mai | Corée du Sud | 5-0       | Nouvelle-Zélande |
| 8 mai | Allemagne    | 4-1       | Nouvelle-Zélande |
| 9 mai | Corée du Sud | 5-0       | Allemagne        |

### Groupe C
| Équipe         | Pts | J | G | P | Matches + | Matches - | Diff. |
| -------------- | --- | - | - | - | --------- | --------- | ----- |
| Malaisie       | 4   | 2 | 2 | 0 | 10        | 0         | +10   |
| Thaïlande      | 3   | 2 | 1 | 1 | 5         | 5         | 0     |
| Afrique du Sud | 2   | 2 | 0 | 2 | 0         | 10        | −10   |

| Date  | Résultats | Résultats | Résultats      |
| ----- | --------- | --------- | -------------- |
| 7 mai | Malaisie  | 5-0       | Afrique du Sud |
| 8 mai | Thaïlande | 5-0       | Afrique du Sud |
| 9 mai | Malaisie  | 5-0       | Thaïlande      |

### Groupe D
| Équipe     | Pts | J | G | P | Matches + | Matches - | Diff. |
| ---------- | --- | - | - | - | --------- | --------- | ----- |
| Danemark   | 4   | 2 | 2 | 0 | 10        | 0         | +10   |
| Japon      | 3   | 2 | 1 | 1 | 3         | 8         | −5    |
| Angleterre | 2   | 2 | 0 | 2 | 2         | 8         | −6    |

| Date   | Résultats | Résultats | Résultats  |
| ------ | --------- | --------- | ---------- |
| 7 mai  | Danemark  | 5-0       | Angleterre |
| 9 mai  | Japon     | 3-2       | Angleterre |
| 10 mai | Danemark  | 5-0       | Japon      |

## Phase finale

### Tableau
|  | Play-offs        | Play-offs |           |              | Quarts de finale | Quarts de finale |        |        | Demi-finales | Demi-finales |  |  | Finale | Finale |
|  |                  |           |           |              |                  |                  |        |        |              |              |  |  |        |        |
|  |                  |           |           |              | 12 mai           |                  |        |        |              |              |  |  |        |        |
|  | 11 mai           |           |           |              |                  |                  |        |        |              |              |  |  |        |        |
|  | Chine            | 3         |           |              |                  |                  |        |        |              |              |  |  |        |        |
|  | Chine            | 3         | Japon     | 3            | 14 mai           | 14 mai           |        |        |              |              |  |  |        |        |
|  |                  | Japon     | Japon     | 3            | 14 mai           | 14 mai           | 0      |        |              |              |  |  |        |        |
|  | Afrique du Sud   | Japon     | 1         |              | Chine            | 3                | 0      |        |              |              |  |  |        |        |
|  | Afrique du Sud   |           | 1         |              |                  | 3                |        |        |              |              |  |  |        |        |
|  |                  |           |           | Corée du Sud | 0                |                  |        |        |              |              |  |  |        |        |
|  | Corée du Sud     | 3         |           | Corée du Sud | 0                |                  |        |        |              |              |  |  |        |        |
|  | Corée du Sud     | 3         | Thaïlande | 3            |                  |                  | 16 mai | 16 mai |              |              |  |  |        |        |
|  |                  | Thaïlande | Thaïlande | 3            | 1                |                  | 16 mai | 16 mai |              |              |  |  |        |        |
|  | Angleterre       | Thaïlande | 1         |              | 1                | Chine            | 3      |        |              |              |  |  |        |        |
|  | Angleterre       |           | 1         |              |                  | Chine            | 3      |        |              |              |  |  |        |        |
|  |                  |           |           | Danemark     | 1                |                  |        |        |              |              |  |  |        |        |
|  | Malaisie         | 1         |           | Danemark     | 1                |                  |        |        |              |              |  |  |        |        |
|  | Malaisie         | 1         | Indonésie | 3            |                  |                  |        |        |              |              |  |  |        |        |
|  |                  | Indonésie | Indonésie | 3            | 3                |                  |        |        |              |              |  |  |        |        |
|  | Nouvelle-Zélande | Indonésie | 0         |              | 3                | Indonésie        | 2      |        |              |              |  |  |        |        |
|  | Nouvelle-Zélande |           | 0         |              |                  | Indonésie        | 2      |        |              |              |  |  |        |        |
|  |                  |           |           | Danemark     | 3                |                  |        |        |              |              |  |  |        |        |
|  | Danemark         | 3         |           | Danemark     | 3                |                  |        |        |              |              |  |  |        |        |
|  | Danemark         | 3         | Allemagne | 3            |                  |                  |        |        |              |              |  |  |        |        |
|  |                  | Allemagne | Allemagne | 3            | 1                |                  |        |        |              |              |  |  |        |        |
|  | États-Unis       | Allemagne | 0         |              | 1                |                  |        |        |              |              |  |  |        |        |
|  | États-Unis       |           | 0         |              |                  |                  |        |        |              |              |  |  |        |        |

### Demi-finales
| 14 mai | Chine                | 3 - 0 | Corée du Sud              | Score        |
| ------ | -------------------- | ----- | ------------------------- | ------------ |
| SH     | Lin Dan              | 1-0   | Lee Hyun-il               | 15-11, 15-2  |
| DH     | Fu Haifeng / Cai Yun | 1-0   | Lee Dong- / Kim Dong-moon | 15-13, 15-11 |
| SH     | Bao Chunlai          | 1-0   | Shon Seung-mo             | 15-2, 15-5   |
| DH     | ?                    | -     | ?                         | non joué     |
| SH     | ?                    | -     | ?                         | non joué     |

| 14 mai | Indonésie                       | 2 - 3 | Danemark                               | Score             |
| ------ | ------------------------------- | ----- | -------------------------------------- | ----------------- |
| SH     | Sony Dwi Kuncoro                | 1-0   | Peter Gade                             | 15-4, 15-8        |
| DH     | Flandy Limpele / Eng Hian       | 0-1   | Lars Paaske / Jonas Rasmussen          | 13-15, 7-15       |
| SH     | Taufik Hidayat                  | 1-0   | Kenneth Jonassen                       | 15-5, 13-15, 15-7 |
| DH     | Candra Wijaya / Tri Kusharyanto | 0-1   | Jens Eriksen / Martin Lundgaard Hansen | 10-15, 15-2, 4-15 |
| SH     | Simon Santoso                   | 0-1   | Peter Rasmussen                        | 3-15, 3-15        |

### Finale
| 16 mai | Chine                | 3 - 1 | Danemark                               | Score               |
| ------ | -------------------- | ----- | -------------------------------------- | ------------------- |
| SH     | Lin Dan              | 1-0   | Peter Gade                             | 15-8, 15-3          |
| DH     | Fu Haifeng / Cai Yun | 0-1   | Lars Paaske / Jonas Rasmussen          | 16-17, 6-15         |
| SH     | Bao Chunlai          | 1-0   | Kenneth Jonassen                       | 12-15, 17-15, 15-12 |
| DH     | Sang Yang / Zheng Bo | 1-0   | Jens Eriksen / Martin Lundgaard Hansen | 15-13, 15-8         |
| SH     | Xia Xuanze           | -     | Peter Rasmussen                        | non joué            |